# Letlands Olympiske Komité
Letlands Olympiske Komité (lettisk: Latvijas Olimpiskā komiteja; forkortet LOK) er en almennyttig sportsorganisation fra Letland, og den officielle repræsentant vedrørende lettisk deltagelse ved de Olympiske lege. Organisationen oprettedes den 23. april 1922 i Riga, og sportsfolk deltog for første gang for Letland ved Sommer-OL i 1924 i Paris. Letlands Olympiske Komité ophørte med at eksistere i 1940 efter Sovjetunionens okkupation af Letland. Den 17. september 1988 udsendtes en opfordring til at genoptage Letlands Olympiske Komités arbejde, og den underskrev 25 kendte personer fra det lettiske samfund, bland andre bobslædeføreren Jānis Ķipurs og spydkasteren Dainis Kūla. Letlands Olympiske Komité genoptog sit arbejde den 19. november 1988 og blev genoptaget i den Internationale Olympiske Komité den 18. september 1991. Komitéens nuværende præsident er Jānis Buks.

## Eksterne links
- Letlands Olympiske Komités hjemmeside (engelsk)
- Profil hos den Olympiske Bevægelse (engelsk)